# 24S
24S est un site de vente en ligne spécialisé dans la mode basé à Paris.

## Histoire
Créée le 6 juin 2017,,, la société appartient au groupe français LVMH. 24S doit son nom au 24 rue de Sèvres, l'adresse du Bon Marché Rive Gauche, l'un des grands magasins parisiens. Les sociétés 24S et le Bon Marché partagent leur programme de fidélité. Bien qu'il s'agisse de deux entités distinctes, leur site web a d'abord été unique, avant que Le Bon Marché relance son propre portail en février 2022. 
Lancée immédiatement à l'international, cette boutique en ligne est disponible dans plus de cent pays dans diverses langues et depuis fin 2020 en Chinois, avec, au départ, environ 150 marques,. 
En 2019, la plateforme, initialement baptisée 24 Sèvres, est simplifiée en 24S,, et étend son offre mode aux collections hommes trois ans après son lancement. 24S diffuse plus de 150 marques, notamment celles du groupe LVMH et différentes enseignes indépendantes. Elle soutient le LVMH Prize, gagné en 2022 par Steven-Stokey Daley, et met en avant les jeunes talents de la mode en les invitant à créer des éditions exclusives. Le site collabore avec, par exemple, APC en 2019, Charles de Vilmorin en 2021,, Charlotte Chesnais en 2022 ou Olivier Rousteing à la fin de la même année,, mais également avec le pâtissier Tal Spiegel et plus récemment les lauréats du  Prix LVMH: Satoshi Kuwata, Julie Pelipas, Luca Magliano.  
24S est dirigé par Éric Goguey depuis sa création.